# Mario Escobar
Pour les articles homonymes, voir Escobar.
Mario Escobar, né le 19 septembre 1986 au Guatemala, est un arbitre guatémaltèque de football.

## Biographie
Le 19 mai 2022, il est sélectionné pour être un des trente-six arbitres de la Coupe du monde de football 2022.

## Désignations majeures
Mario Escobar a participé comme arbitre dans les compétitions suivantes :
- Coupe du monde de football des moins de 17 ans 2019
- Gold Cup 2019[2]
- Gold Cup 2021[3]
- Coupe d'Afrique des nations de football 2021[4]
- Coupe du monde de football 2022[5]